# Panges
Panges település Franciaországban, Côte-d’Or megyében. Lakosainak száma 80 fő (2022. január 1.). Panges Saint-Martin-du-Mont, Baulme-la-Roche, Trouhaut, Ancey, Blaisy-Haut és Pasques községekkel határos.

## Népesség
A település népességének változása:
| Lakosok száma | 79   | 61   | 74   | 78   | 85   | 90   | 88   | 86   | 82   | 80   |
|               | 1968 | 1982 | 1999 | 2006 | 2012 | 2015 | 2017 | 2018 | 2020 | 2022 |